# Pergouset
Pergouset – jaskinia odkryta w 1964 roku, we francuskim departamencie Lot, w pobliżu miejscowości Cahors. Na jej ścianach znajdują się ryty paleolityczne, przedstawiające konie, żubry, koziorożce, łanie oraz kontury postaci, wśród których znajduje się istota ludzka bez głowy.